# Дифтордиазин
Дифтордиазин — неорганическое соединение, фторпроизводное диимида с формулой N2F2,бесцветный газ, имеет два цис-транс изомера.

## Получение
- Термическое разложение азида фтора:

{\displaystyle {\mathsf {2N_{3}F\ {\xrightarrow {t^{\circ }}}\ N_{2}F_{2}+2N_{2}\!\uparrow }}}
- Действие фтора на азид натрия:

{\displaystyle {\mathsf {2F_{2}+2NaN_{3}\ {\xrightarrow {}}\ N_{2}F_{2}+2NaF+2N_{2}\!\uparrow }}}

## Физические свойства
Дифтордиазин образует бесцветный газ, который имеет два цис-транс-изомера. Изомеры могут быть разделены низкотемпературным фракционированием. Транс-форма термодинамически менее устойчивая (ΔH=15,5 кДж/моль). При 70-100°С наступает термодинамическое цис-транс равновесие с содержанием ≈90% цис-изомера в смеси.

## Химические свойства
- Цис-изомер медленно разъедает стекло:

{\displaystyle {\mathsf {2N_{2}F_{2}+SiO_{2}\ {\xrightarrow {}}\ SiF_{4}+2N_{2}O\!\uparrow }}}